# Tachbach

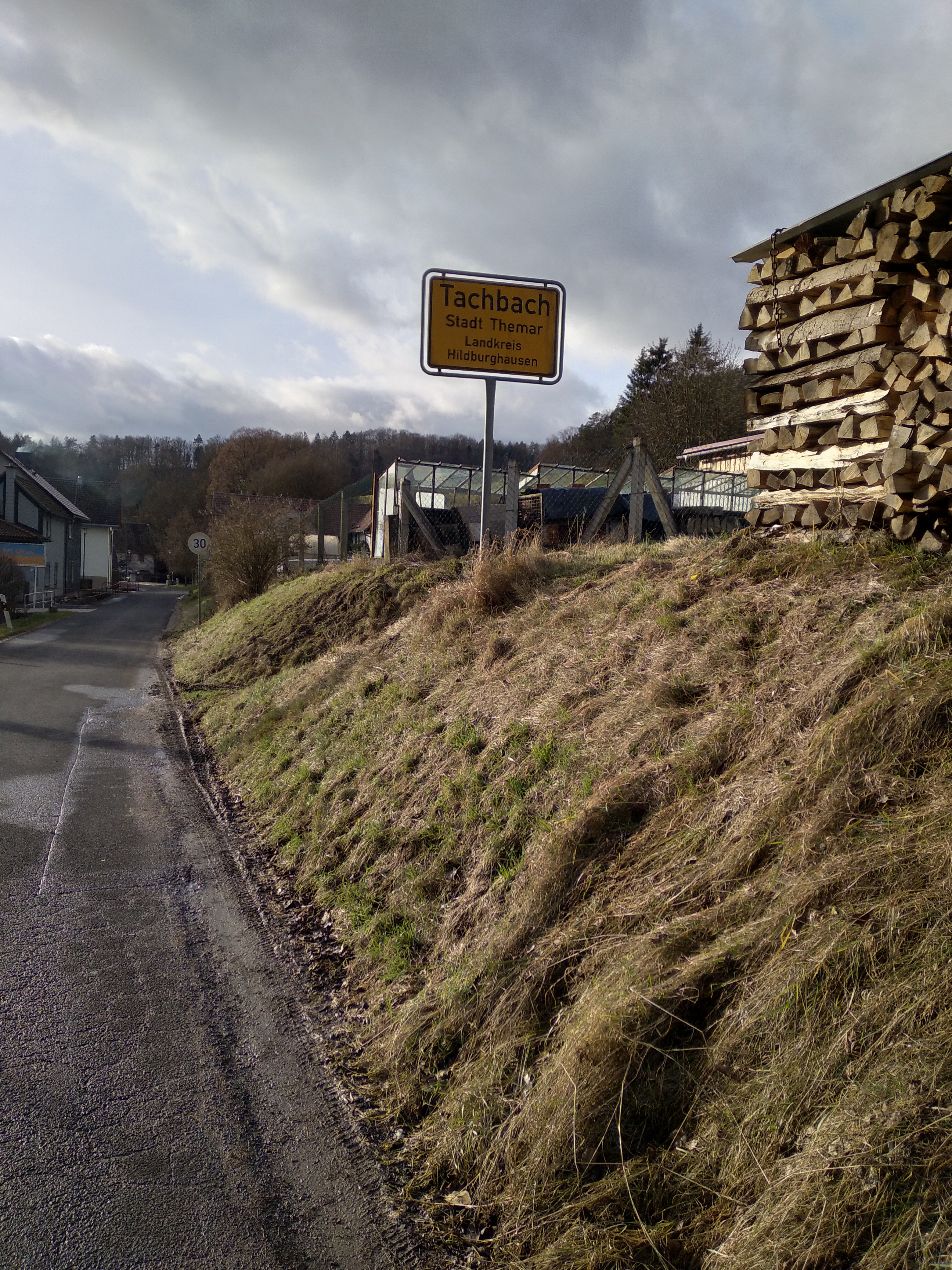
Tachbach

Tachbach ist ein Ortsteil der Stadt Themar im Landkreis Hildburghausen in Thüringen.

## Lage
Die Landesstraße 2628 knüpft an der Kreisstraße 113 an, die nach dem in einem schmalen Tal liegenden Tachbach führt. Der naturnahe Standort bringt zwar wirtschaftliche Schwierigkeiten, aber die Naturliebhaber vergelten dies durch ihr Kommen. Die Vorgebirgslage und der Zugang zur Werraniederung und zum Fluss sind natürliche Gewinne für Mensch und Tier. Außerdem liegt Themar vor der Tür. 

## Geschichte
1177 wurde das Dorf erstmals urkundlich erwähnt.
Die Bindung zu Themar ist historisch gewachsen. Herrschaftsmäßig gehörte der Ort im Amt Themar zunächst zur Grafschaft Henneberg, nach 1583 zu verschiedenen sächsischen Herzogtümern und von 1826 bis 1918 zu Sachsen-Meiningen. 1920 kam er zum Land Thüringen.

## Bauwerke
Südlich von Tachbach befand sich auf dem Burgberg eine Burg als Herrensitz. Die strategisch günstige Kuppe war mit einem Ring aus Wall und Graben umgeben. Sieben Gruben auf dem Plateau lassen auf abgetragene Gebäude schließen. Bauliche Reste sind bis auf den Ringwall nicht mehr vorhanden.